# Съвети (СССР)
Съветите са колективни органи на самоуправление, възникнали в Русия по време на революционните процеси в началото на 20 век. Първоначално независими, с овладяването на властта от болшевишката партия след Октомврийската революция съветите се превръщат в институции на съветската държава, орган на държавната власт. Оттам произлиза и „съветизация“ – въвеждане на съветски държавен строй.:с. 943

## История
Първият съвет е създаден в Санкт Петербург по време на първата руска революция от 1905 г.

## Съвети извън Русия
По примера на съветите в Русия, революционни съвети са създавани и в други страни.
По време на генералната стачка в САЩ през 1919 г., стачката в Сиатъл е организирана от „Съвет на войниците, моряците и работниците“.